# Prurit aquagenic
Pruritul aquagenic este o afecțiune cutanată caracterizată prin apariția unei mâncărimi epidermice severe, intense, asemănătoare unei înțepături, fără leziuni cutanate observabile și evocată de contactul cu apa.

## Prezentare
Prezentarea variază de la o persoană la alta. Unele persoane au atacuri discrete, care pot dura între 10 și 120 de minute, în timp ce altele sunt simptomatice aproape constant din cauza nivelului de umiditate atmosferică și/sau a transpirației. Pruritul apare cel mai frecvent pe picioare, brațe, piept, spate și abdomen, deși poate apărea și în alte locuri.
Pruritul la contactul cu apa care include și urticarie este cunoscut sub numele de urticarie aquagenică.

## Patogeneza
Mecanismul exact al acestei afecțiuni este necunoscut. Unele studii au sugerat că mâncărimea apare ca răspuns la creșterea activității fibrinolitice la nivelul pielii, activarea inadecvată a sistemului nervos simpatic, creșterea activității acetilcolinesterazei, sau creșterea degranulării mastocitelor care eliberează histamină și alte substanțe chimice în organism.

## Diagnostic
Nu se cunoaște niciun test medical definitiv pentru pruritul aquagenic. Mai degrabă, diagnosticul se face prin excluderea tuturor celorlalte cauze posibile ale mâncărimii pacientului, inclusiv policitemia vera. Deoarece pruritul este un simptom al multor boli grave, este important să se excludă alte cauze înainte de a pune un diagnostic final.

## Tratament
S-a descoperit că beta-alanina, un aminoacid neesențial și disponibil gratuit ca supliment nutrițional în multe țări, suprimă sau reduce semnificativ simptomele în multe cazuri. Dovezi anecdotice indică faptul că este consumată în mod obișnuit în doze de 750 mg până la 2 grame înainte de contactul cu apa. Un studiu a constatat că o doză de 2 grame de două ori pe zi a dus la o „îmbunătățire dramatică și susținută” a simptomelor la un pacient de sex masculin în vârstă de 13 ani, permițându-i să facă duș, să facă exerciții fizice și să înoate în mod confortabil.
Un alt tratament se concentrează, de obicei, pe gestionarea topică a mâncărimii. Aceasta poate fi realizată prin aplicarea de apă caldă la sfârșitul băii sau dușului, loțiuni sau creme antipruriginoase, cum ar fi loțiunea care conține capsaicină, utilizarea fototerapiei sau aplicarea de comprese calde sau reci pe piele după contactul cu apa. În mod paradoxal, băile sau dușurile fierbinți ajută mulți pacienți, posibil deoarece căldura determină mastocitele din piele să-și elibereze rezerva de histamină și să rămână epuizate timp de până la 24 de ore după aceea.
Blocanții H1 și H2, cum ar fi loratadina, doxepina sau cimetidina, au fost în mod tradițional prima linie de tratament farmacologic, dar nu toate persoanele găsesc ameliorare cu aceste medicamente. Atunci când antihistaminicele funcționează, loratadina pare a fi cea mai eficientă pentru cazurile ușoare, iar doxepina este cea mai eficientă pentru cazurile mai severe.
Naltrexona, hidrocortizonul sau propranololul pot ameliora mâncărimea pentru unele persoane.
Sertralina sau alți inhibitori selectivi ai recaptării serotoninei (SSRI) este, de asemenea, o linie de tratament Arhivat în 14 iunie 2020, la Wayback Machine.. Gabapentina este foarte utilă.

## Etimologie
Numele este derivat din latină: aquagenic, care înseamnă indus de apă, și pruritus, care înseamnă mâncărime.